# A Collection of Great Dance Songs

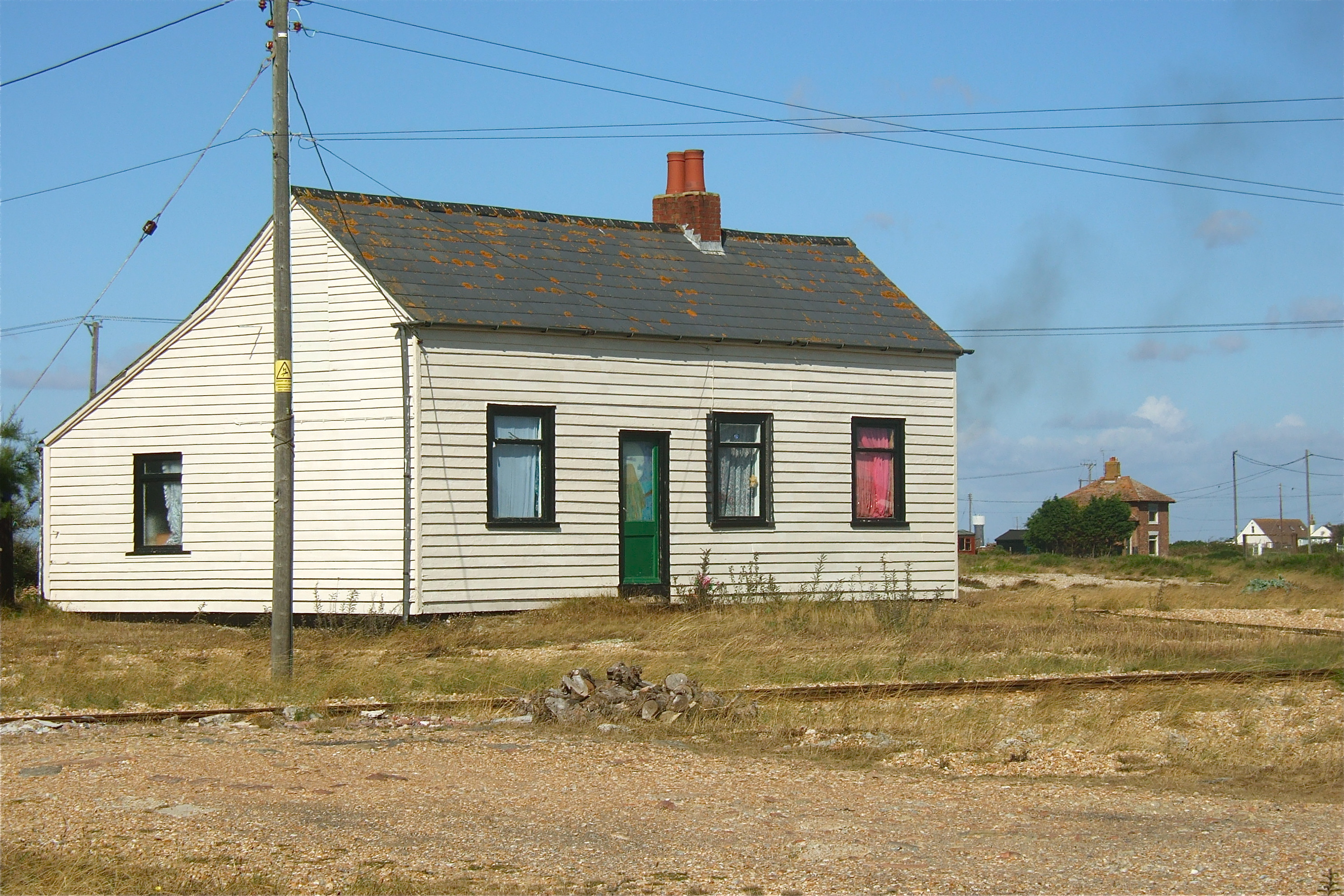
Eines der Häuser in Dungeness, die Kulisse für das Cover der Platte waren

A Collection of Great Dance Songs ist ein Kompilationsalbum der Band Pink Floyd, das am 23. November 1981 von Harvest Records / EMI in England und von Columbia Records in den USA veröffentlicht wurde. Der Titel des Albums ist als Persiflage zu verstehen, da Pink Floyd keine Stücke veröffentlichten, die sich besonders an ein tanzendes Publikum richtete.
Das Album enthält alternative Abmischungen der Kompositionen Shine On You Crazy Diamond und Another Brick in the Wall (Part 2) (diese Version kombiniert das Intro des Single-Mixes mit der Album-Version, die am Ende an der Stelle “if you don’t eat your meat” ausgeblendet wird). Das Stück Money wurde neu aufgenommen, da Capitol Records sich weigerte, Columbia Records die Veröffentlichung der bestehenden Version in den USA zu genehmigen. David Gilmour nahm das Stück ohne die übrige Band auf, sang und spielte nahezu alle Instrumente selbst. Er produzierte den Titel zusammen mit James Guthrie. Dick Parry spielte auf Money Saxophon. Es bestehen einige Unterschiede zwischen der Originalaufnahme und der neuen Aufnahme des Stücks. Die Saxophon- und Gitarrensoli sind anders eingespielt, und besonders der Schlagzeugstil ist deutlich anders geprägt.
Das Foto für die Albumhülle wurde in der englischen Halbinsel Dungeness in Kent vom Fotografen Storm Thorgerson aufgenommen, dessen Firma Hipgnosis (bei diesem Album unter dem Pseudonym „TCP“) auch die grafische Hüllengestaltung übernahm. Weitere Beteiligte waren Peter Christopherson und Aubrey Powell. Das Layout, das grafische Design und die Schriften wurden von Neville Brody gestaltet.

## Die Stücke des Albums
1. One of These Days – David Gilmour/Roger Waters/Richard Wright/Nick Mason (Zuvor erschienen auf dem Album Meddle)
2. Money (Re-recorded 1981 at New Roydonia Studios) – Waters
 (Die Originalversion ist auf dem Album The Dark Side of the Moon enthalten)
3. Sheep – Roger Waters (Vom Album Animals)
4. Shine On You Crazy Diamond (Edit) – Gilmour/Waters/Wright
 (Vom Album Wish You Were Here)
5. Wish You Were Here – Waters/Gilmour (Album Wish You Were Here)
6. Another Brick in the Wall, Part II (Edit) – Waters (Vom Album The Wall)